# روباه جزیره
روباه جزیره (نام علمی: Urocyon littoralis) نام یک گونه از سرده دم‌دارسگ است.